# Catacombe di San Sebastiano
Le catacombe di San Sebastiano sono un cimitero ipogeo di Roma, posto lungo la via Appia Antica, nel quartiere Ardeatino. Esse costituiscono uno dei pochissimi cimiteri cristiani rimasti sempre accessibili (dei quattro piani originari il primo è quasi completamente distrutto).

## Il toponimo
Nell'antichità le catacombe erano conosciute semplicemente col nome di in catacumbas, termine greco composto di due parole, katà e kymbe, che letteralmente significa presso le cavità. In effetti ancora oggi, lungo la via Appia Antica, nei pressi del cimitero, è possibile riscontrare un forte avvallamento del terreno. Inoltre, in antichità, prima del suo utilizzo cimiteriale, la zona era interessata da cave di pozzolana, oggi site ad una decina di metri sotto il pavimento dell'attuale basilica di San Sebastiano fuori le mura: queste cave sono all'origine di un cimitero pagano, successivamente utilizzato dai cristiani. Il termine catacumbas, attraverso un processo di estensione ed identificazione, finì per qualificare tutti i cimiteri ipogei, che furono semplicemente chiamati catacombe.
Il cimitero sotterraneo, chiamato di San Sebastiano solo con l'Alto Medioevo, era inizialmente denominato in memoria apostolorum (dal III secolo), toponimo legato alla presenza nella catacomba, per un certo periodo, delle reliquie degli apostoli Pietro e Paolo. La Depositio martyrum (metà del IV secolo), alla data del 29 giugno, parla infatti della ricorrenza di Pietro in catacumbas e di Paolo sulla via Ostiense. Il Martirologio Geronimiano (V secolo) ricorda, alla stessa data, la ricorrenza di Pietro in Vaticano, di Paolo sull'Ostiense e utrumque in catacumbas, Tusco et Basso consulibus (all'epoca dei consoli Tusco e Basso, cioè nel 258).

## I martiri del cimitero
Nel cimitero sulla via Appia, le fonti antiche documentano la presenza di tre martiri: Sebastiano, Quirino ed Eutichio. I nomi dei tre martiri sono citati in un catalogo del VII secolo, chiamato Notula oleorum, mentre gli itinerari per pellegrini dell'alto Medioevo non citano Eutichio, perché la sua sepoltura era difficile da raggiungere.
Di Sebastiano, la Depositio martyrum ricorda la sua morte e la sua sepoltura il 20 gennaio in catacumbas. Di lui si conosce ben poco: sant'Ambrogio (fine IV secolo) dice che era originario di Milano e che subì il martirio a Roma durante la persecuzione di Diocleziano; la passio del V secolo dice che era un soldato originario di Narbona nella Gallia, nato da famiglia milanese, morto a Roma sotto Diocleziano. Le sue reliquie rimasero nella catacomba fino al IX secolo, furono poi trasferite dentro le mura della città, ed oggi sono nuovamente conservate sulla via Appia, nella cappella di San Sebastiano nella basilica soprastante il cimitero.
Quirino era un vescovo della Pannonia, i cui resti furono traslati a Roma da pellegrini di quella regione tra IV e V secolo. Di Eutichio non si conosce nulla, se non il fatto certo della sua tomba, scoperta durante gli scavi archeologici del secolo scorso in una zona franosa della catacomba; inoltre di lui abbiamo il carme damasiano oggi esposto all'entrata della basilica.

## Storia
Grazie agli scavi condotti alla fine dell'Ottocento e durante il Novecento si è potuti ricostruire la storia topografica ed architettonica della zona in cui si trovano le catacombe, che consta di tre livelli di gallerie.
In origine la zona era una cava di pozzolana; abbandonata alla fine del II secolo, fu utilizzata dai romani come luogo di sepoltura pagana: si sono riscontrate semplici sepolture di schiavi e liberti, ma anche sepolture monumentali, in particolare nella cosiddetta piazzola, ambiente circolare un tempo cava a cielo aperto, nelle cui pareti furono scavati tre mausolei. La presenza in questi mausolei, in particolare nel mausoleo degli Innocentiores, di immagini iconografiche tipicamente cristiane, come l'ancora ed il pesce, lascia supporre che in un secondo periodo il mausoleo fu utilizzato anche per la sepoltura di cristiani. Oltre alla piazzola, in questo periodo si iniziano a scavare le gallerie cimiteriali.
Ad un certo punto, verso la metà del III secolo, l'intera piazzola fu interrata così da creare un terrapieno ad un livello superiore. Su questo ripiano sono stati riportati alla luce tre monumenti: la cosiddetta triclia, una sala coperta porticata utilizzata per banchetti funebri nelle cui pareti sono stati riscontrati più di 600 graffiti con invocazioni agli apostoli Pietro e Paolo; una edicola rivestita di marmo, che gli archeologi ritengono il luogo di conservazione delle reliquie dei due apostoli nel periodo in cui esse furono traslate in catacumbas; ed un ambiente coperto con pozzo per attingere acqua. La traslazione delle reliquie degli apostoli in San Sebastiano a metà del III secolo e la loro ricollocazione nei luoghi originari agli inizi del IV secolo è ancora una questione dibattuta tra gli studiosi e gli archeologi.
Infine nella prima metà del IV secolo anche questi ambienti furono interrati, per costruire il terrapieno su cui fu edificata la basilica costantiniana.

## Descrizione

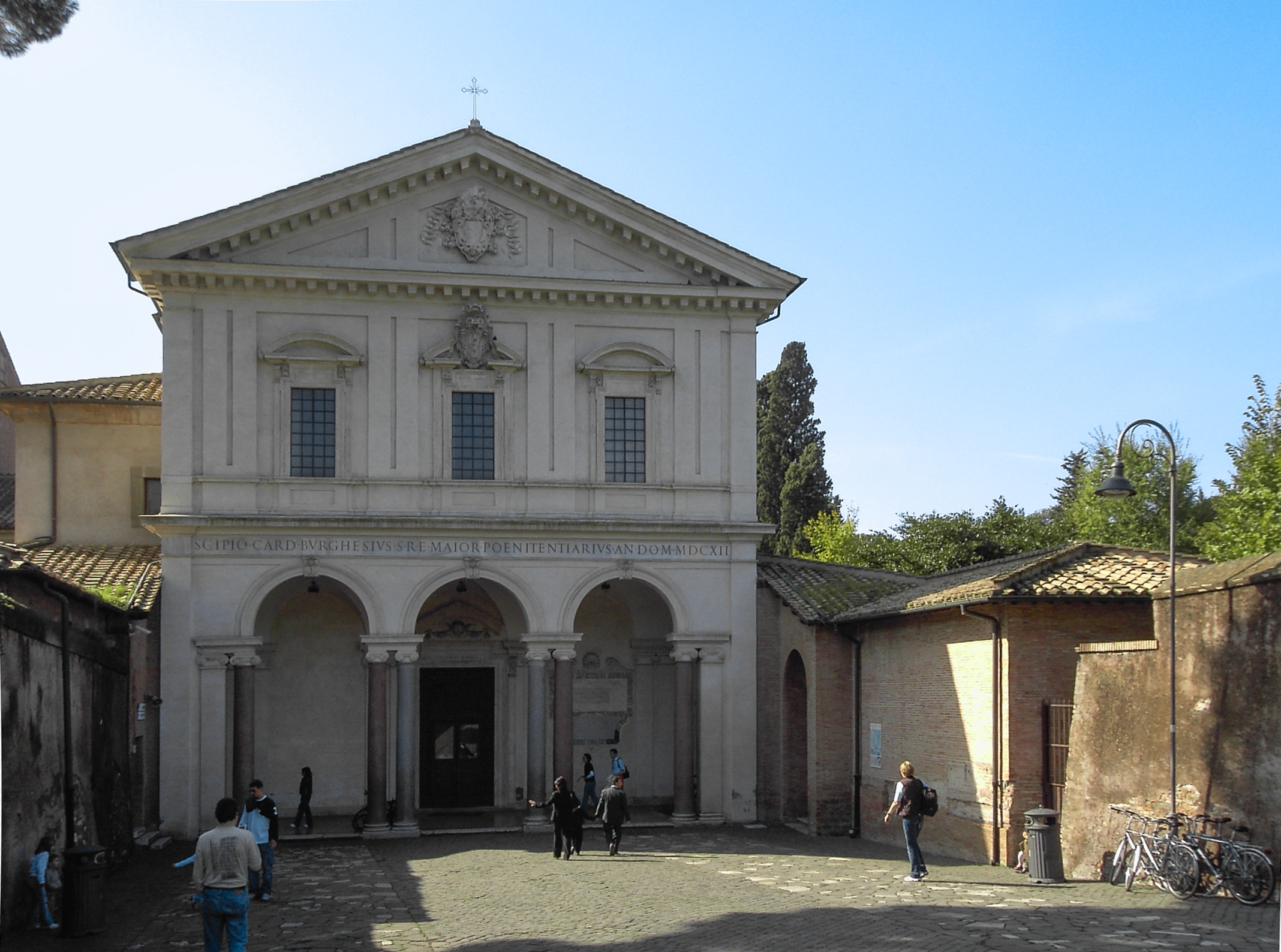
Basilica alle catacombre di San Sebastiano

Nella navata destra della basilica, ricostruita nel 1933 su resti antichi, sono visibili a sinistra le arcate di comunicazione con la nave mediana della chiesa attuale, murate nel XIII secolo, e l'esterno dell'abside della Cappella delle Reliquie. Vi sono raccolti sarcofagi interi e frammentari (per lo più del IV secolo) ritrovati negli scavi.
Per una scala si scende nelle gallerie dove sono vari cubicoli. Vi si segnalano le pitture della fine del IV secolo del cubicolo di Giona, il cui ciclo è raffigurato in quattro scene. Si giunge alla ripristinata cripta di san Sebastiano, con un altare a mensa sul luogo dell'antico (restano alcune tracce del basamento) ed il busto di san Sebastiano attribuito al Bernini. Di qui si arriva alla piazzola, sotto la quale si sviluppa una cavità arenaria cui si deve forse il nome di "ad catacumbas" che ebbe questo cimitero e che si estese poi agli altri.
Sulla piazzola si aprono tre mausolei della seconda metà del II secolo, utilizzati successivamente.
- Il primo a destra, decorato esternamente con pitture (banchetti funebri, miracolo dell'indemoniato di Gerasa), conserva l'iscrizione col nome del proprietario, Marcus Clodius Hermes; l'interno, con sepolture a inumazione e pitture, è decorato sulla volta da una testa di gorgonie.
- Il secondo, detto degli Innocentiores in quanto proprietà di un collegio funeraticio, presenta un descenso con volta decorata da stucchi raffinati; in alcuni vani sono iscrizioni greche nei caratteri ma scritte in latino, e un graffito con le iniziali delle parole greche significanti "Gesù Cristo figlio di Dio Salvatore".
- A sinistra è il mausoleo dell'Ascia, dall'arnese raffigurato all'esterno, la cui decorazione è formata da tralci di vite nascenti da kantharoi posti su finti pilastri.

Dalla piazzola si sale a un ambiente, posto circa a metà della basilica e tagliato in alto dalla costruzione della stessa: la cosiddetta "Triclia", luogo coperto da una tettoia dove si celebravano banchetti funebri; le pareti intonacate del vano mostrano centinaia di graffiti di devoti, incisi dalla seconda metà del III agli inizi del IV secolo, con invocazioni agli apostoli Pietro e Paolo. Dalla Triclia si passa, per un vano di disimpegno, nell'antico ambulacro, che gira intorno all'abside: qui è ordinata una raccolta di epigrafi e un plastico completo dei mausolei, della Triclia e della basilica costantiniana; si scende poi nella Platonia, costruzione posteriore alla basilica che si credeva luogo della sepoltura temporanea dei due apostoli e che, invece, come hanno provato gli scavi del 1892, fu il mausoleo del martire Quirino, vescovo di Scoscia in Pannonia, qui trasportato nel V secolo.
A destra della Platonia, la cappella di Onorio III, adattata nel vestibolo del mausoleo, con interessanti pitture del XIII secolo (fra di esse, Pietro e Paolo, il Crocifisso, santi, Strage degli Innocenti, Maria col Bambino); a sinistra mausoleo absidato con altare murato contro l'abside: nella parete sinistra il graffito domus Petri si ritiene alluda a una dimora sepolcrale dell'apostolo.